# Pétervására
Pétervására là một thành phố thuộc hạt Heves, Hungary. Thành phố này có diện tích 33,87 km², dân số năm 2010 là 2507 người, mật độ 74 người/km².